# 達靈頓站

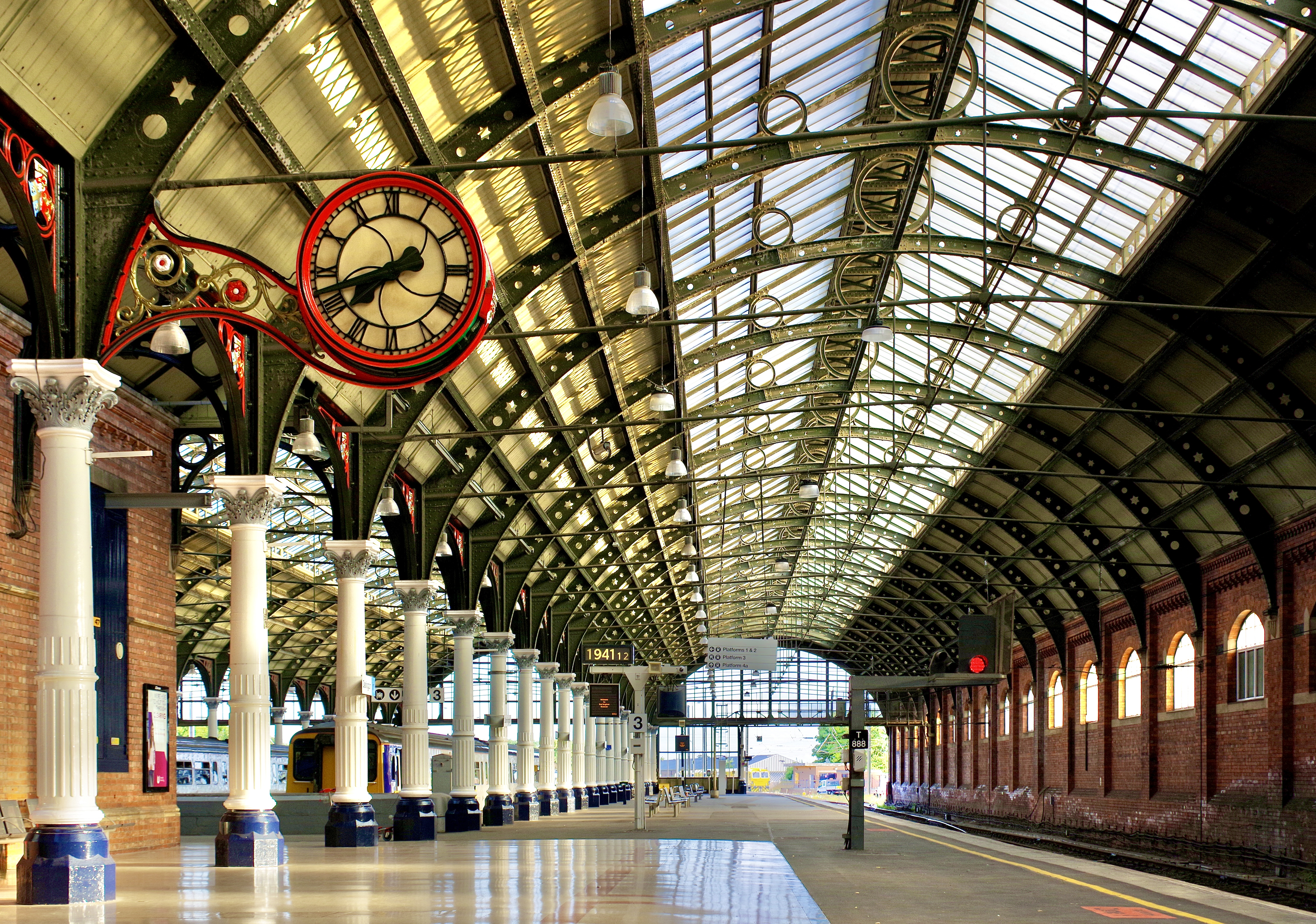
車站大堂與月台

達靈頓站（英語：Darlington railway station）是英國達靈頓的一個鐵路車站，位於東海岸幹線上。
達靈頓在英國乃至於世界鐵路史上具有重要地位；1825年9月27日，斯托克頓和達靈頓鐵路通車，並成為世界第一條使用蒸汽機車的公共鐵路。現有車站的基礎則可追溯至1841年，其後又經歷數次改建與翻新。現今車站已被英國列為第二級登錄建築。